# Aqueduc d'Hadrien (Grèce)
Pour les articles homonymes, voir Aqueduc d'Hadrien.
L'aqueduc d'Hadrien est un aqueduc romain situé en Grèce et permettant d'alimenter Athènes en eau. Sa construction est décidée sous le règne de l'empereur Hadrien (117-138).

## Caractéristiques et tracé

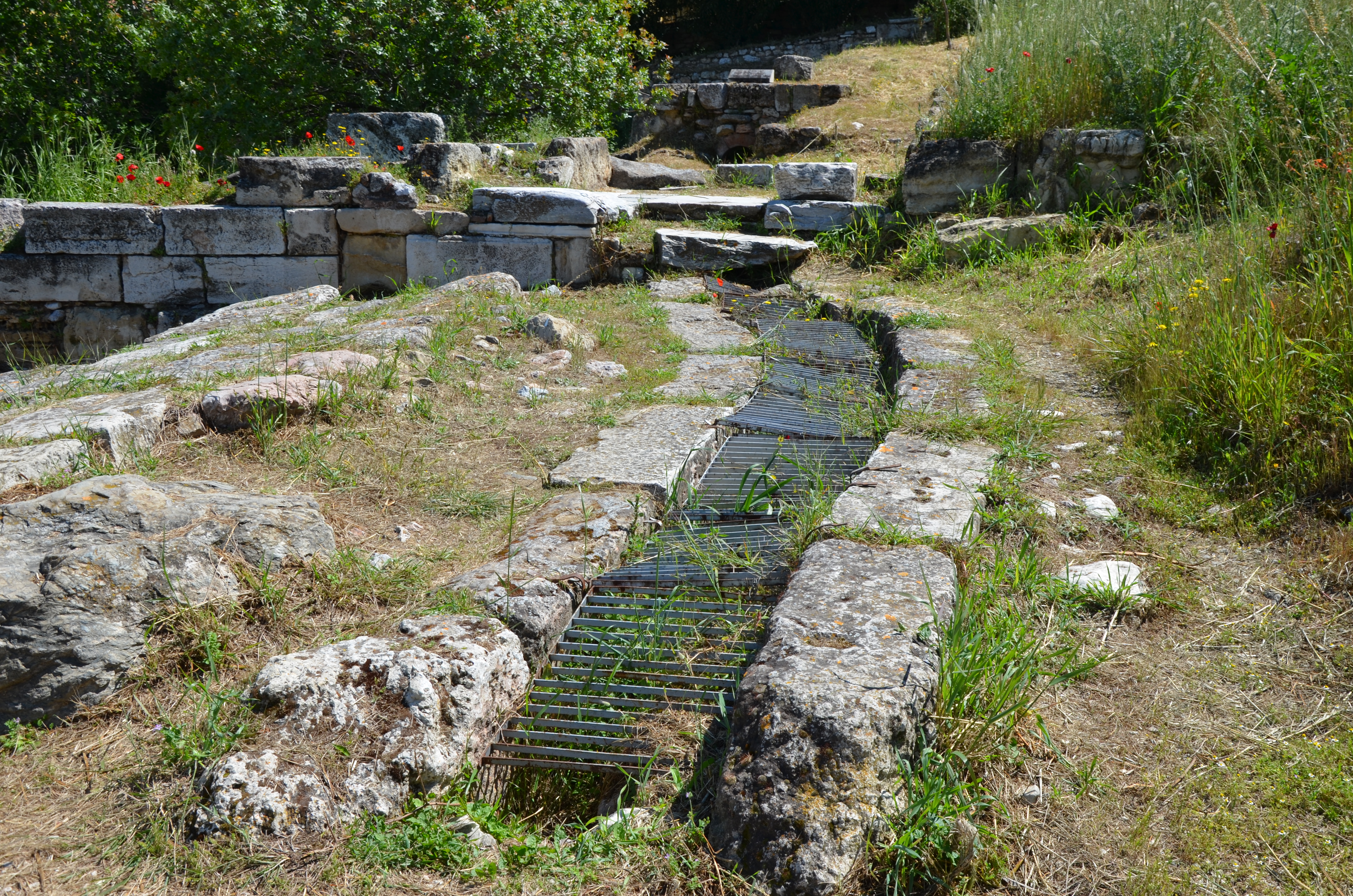
L'aqueduc non loin de l'agora d'Athènes.

L'aqueduc mesure environ 23 kilomètres entre le Parnès au nord et le réservoir d'Hadrien au pied du Lycabette, à Athènes, dans l'actuel centre-ville,. Essentiellement souterrain et comportant environ 300 puits, il est alimenté par l'infiltration de la nappe phréatique tout au long de son parcours,.

## Histoire
L'aqueduc est achevé vers 140. Tombé en désuétude au fil des siècles, ses eaux sont au fil du temps rejetées en mer au lieu d'être utilisées. Il est toutefois réutilisé à la fin du XIXe siècle avec notamment la reconstruction du réservoir d'Hadrien en 1870 et jusqu'au début du XXe siècle avec la construction des barrages de Marathon et du Mórnos.
Après l'été caniculaire et les restrictions en eau de 2024, les municipalités d'Athènes et de Chalándri dans sa banlieue souhaitent augmenter la part des espaces verts. Pour arroser les végétaux et nettoyer les rues, elles comptent utiliser l'ancien aqueduc à partir de 2025. Celui-ci est remis en état en 2024 et 2025 par l'installation de pompes, de canalisations de raccordement et de citernes entre l'aqueduc et les lieux d'utilisation,. Le volume d'eau — non potable — disponible est escompté à 80 000 m3 annuels.